# Hasami
Hasami (波佐見町?) è una cittadina giapponese della prefettura di Nagasaki.